# Липопротеины низкой плотности
Липопротеины низкой плотности (ЛПНП, ЛНП, англ. Low density lipoprotein, LDL) — класс липопротеинов крови, являющийся наиболее атерогенным. ЛПНП образуются из липопротеинов очень низкой плотности в процессе липолиза. Этот класс липопротеинов является одним из основных переносчиков холестерина в крови. Холестерин ЛПНП часто именуется «плохим холестерином» из-за его связи с риском атеросклероза.
Частица ЛПНП содержит в качестве белковой компоненты одну молекулу аполипопротеина B-100 (апоB-100), который стабилизирует структуру частицы и является лигандом для ЛПНП рецептора (ЛПНП-Р). Размеры ЛПНП варьируют от 18 до 26 нм.

## Образование и функция
ЛПНП образуются из ЛПОНП в процессе гидролиза последних под действием сначала липопротеинлипазы, а затем печёночной липазы. При этом относительное содержание триглицеридов в частице заметно падает, а холестерина растёт. Таким образом, ЛПНП являются завершающим этапом обмена эндогенных (синтезированных в печени) липидов в организме. Они переносят в организме холестерин, а также триглицериды, каротиноиды, витамин E и некоторые другие липофильные компоненты.

## Роль в патологии
ЛПНП переносят в организме холестерин, и их повышенный уровень может вызывать жировые отложения в стенках сосудов (как правило, в артериях). Уровень холестерина ЛПНП коррелирует с высоким риском развития атеросклероза и таких его проявлений, как инфаркт миокарда, инсульт и окклюзия периферических артерий. По этой причине холестерин ЛПНП часто называют «плохим холестерином» в противоположность «хорошему холестерину» ЛПВП. Мелкие ЛПНП более атерогенны, чем более крупные.
Наследственной формой заболевания с высоким уровнем ЛПНП является наследственная гиперхолестеринемия или гиперлипопротеинемия II типа (различают типы IIa и IIb, классификация Фредриксона).

## Поглощение клетками
В случае, если клетке необходим холестерин, она синтезирует ЛПНП-рецепторы, которые после синтеза транспортируются к клеточной мембране. В клеточной мембране ЛПНП-рецепторы находятся в клатрин-содержащих кавеолах. ЛПНП, циркулирующие в крови, связываются с этими трансмембранными рецепторами и эндоцитируются клеткой. После поглощения ЛПНП доставляются в эндосомы, а затем в лизосомы, где эфиры холестерина гидролизуются, и холестерин поступает в клетку.

## Рекомендованные концентрации
Ниже приводятся рекомендованные рамки для уровня холестерина ЛПНП, которые выработаны American Heart Association, NIH и NCEP (2003) (обратите внимание, что концентрации имеют только рекомендательный характер).
| Уровень мг/дл | Уровень ммоль/л | Интерпретация                                                    |
| ------------- | --------------- | ---------------------------------------------------------------- |
| <100          | <2,6            | Оптимальный холестерин ЛПНП, соответствует пониженному риску ИБС |
| 100—129       | 2,6 — 3,3       | Уровень, близкий к оптимальному                                  |
| 130—159       | 3,3 — 4,1       | Уровень, близкий к повышенному                                   |
| 160—189       | 4,1 — 4,9       | Высокий уровень ЛПНП                                             |
| >190          | >4,9            | Очень высокий уровень ЛПНП, соответствует высокому риску ИБС     |

Рекомендации разработаны на основе пониженной смертности от сердечно-сосудистых заболеваний (менее 2—3 % в год или 20—30 % в течение 10 лет).
- Приведенные «рекомендуемые концентрации» получены в США на основании популяционного подхода на ограниченной выборке лиц, имеющих склонность к атеросклерозу и сердечно-сосудистым заболеваниям. Следует отметить, что у некоторых индивидуумов и у целых групп людей могут наблюдаться очень высокие концентрации ЛПНП, не коррелирующие с каким-либо риском.

## Способы нормализации уровня ЛПНП
В комплексной терапии, направленной на снижение концентрации ЛПНП, различают медикаментозные и немедикаментозные методы.

### Немедикаментозные методы снижения ЛПНП
Снижению концентрации ЛПНП способствует снижение калорийности рациона, диета с низким содержанием животных жиров, легкоусваиваемых углеводов. Врачи рекомендуют отказаться от жареной пищи, злоупотребления алкоголем (более 24 г. в пересчете на чистый спирт в день), сигарет. В рацион рекомендуется включить продукты, содержащие полиненасыщенные жирные кислоты (Омега-3), свежие овощи, фрукты, ягоды, зелень, бобовые.
Также рекомендуются регулярные физические нагрузки, следует избегать стрессов и поддерживать оптимальную массу тела.
По мнению специалистов лечение нарушений липидного обмена в любом случае необходимо начинать с устранения факторов риска и назначения гипохолестеринемической диеты. В то же время рассматривать диету как монотерапию можно лишь в том случае, если пациент готов соблюдать её в течение всей жизни.

### Медикаментозные методы снижения ЛПНП
В медицине для коррекции нарушений липидного обмена применяется пять основных классов лекарственных средств:
- Ингибиторы метилглютарил-СоА редуктазы («статины»): симвастатин, ловастатин, правастатин, флувастатин, аторвастатин, церивастатин, розувастатин, питавастатин.
- Фибраты: клофибрат, безафибрат, алюминия клофибрат, гемфиброзил, фенофибрат, симфибрат, ронифибрат, ципрофибрат, этофибрат, клофибрид.
- Вещества, усиливающие эксекрецию желчных кислот: холестирамин, холестипол, колекстран, колесевелам.
- Ниацин и производные никотиновой кислоты: ницеритрол, ниацин (никотиновая кислота), никофураноза, алюминия никотинат, никотиниловый спирт (pyridylcarbinol), аципимокс.
- Прочие гиполипидемические препараты и фитопрепараты: экстракты якорцев стелющихся, декстротироксин, пробукол, тиаденол, бенфлуорекс, меглутол, омега-3-жирные кислоты, магния пиридоксаль 5-фосфат глутамат, эзетимиб, поликозанол[5][6][7][8].

Показанием к медикаментозной терапии является неэффективность немедикаментозной терапии (диета) в течение трех месяцев. При этом применение гиполипидемических препаратов не означает отказа от диеты. Наоборот, любая медикаментозная терапия нарушений липидного обмена будет эффективна лишь при соблюдении диеты.